# Казино Ројал (филм из 1967)
Казино Ројал је шпијунско-хумористички филм из 1967. године продуцента Columbia Pictures-а, који садржи ансамблску поделу улога. Слабо је темељен на првом роману о Џејмсу Бонду Ијана Флеминга. Звезда филма је Дејвид Нивен као „оригинални” Бонд, сер Џејмс Бонд 007. Приморан да напусти пензију како би истражио смрт и нестанак међународних шпијуна, ускоро се бори са мистериозним доктором Ноом и Смершом. Слоган филма: „Казино Ројал је превише... за једног Џејмса Бонда!” упућује на Бондово лукавство којим се доводи Смерш у заблуду у којем се шест других агената претвара да су „Џејмс Бонд”, наиме, мајстори бакара Евелин Трембл (Питер Селерс); шпијунска милионерка Веспер Линд (Урсула Андрес); Бондова секретарица гђица Манипени (Барбара Буше); Бондова ћерка Мата Хари, Мата Бонд (Џоана Петет); и британски агенти Куп (Теренс Купер) и Детајнер (Далија Лави).
Чарлс Фелдман, продуцент, стекао је права на филм 1960. године и покушао да направи Казино Ројал као филм о Бонду Eon Productions-а; међутим, Фелдман и продуценти серије Eon-а, Алберт Броколи и Хари Залцман, нису успели да се договоре. Верујући да се не може такмичити са Eon-овом серијом, Фелдман је одлучио да филм продуцира као сатиру. Буџет је ескалирао јер су се у продукцију укључили различити редитељи и писци, а глумци су изразили незадовољство пројектом.
Филм је издат 13. априла 1967, два месеца пре Eon-овог петог филма о Бонду, Само двапут се живи. Филм је остварио финансијски успех, зарадивши 41,7 милиона америчких долара широм света и похваљена је музика Берта Башараха, добивши номинацију за Оскара за песму „The Look of Love”. Међутим, реакција критичара на филм била је углавном негативна, многи рецензенти сматрају да је то збуњујућа, неорганизована ствар. Од 1999. године, права на филм држи Metro-Goldwyn-Mayer, дистрибутер филмова о Бонду Eon Productions-а.

## Радња
Сер Џејмса Бонда 007, легендарног британског шпијуна који се повукао из тајне службе 20 година раније, посећује шеф британског MI6-а, М; представник Централне обавештајне агенције Рансом; представник Комитета државне безбедности СССР-а Смернов; и представник Другог бироа Генералштаба Ле Гранд. Сви моле Бонда да изађе из пензије како би се обрачунао са Смершом, који су елиминисали агенте; Бонд одбацује све њихове молбе. Када Бонд настави да стоји при свом ставу, његова вила је уништена минобацачким нападом по наређењу М-а (који је, међутим, погинуо у експлозији).
Бонд путује у Шкотску да врати остатке М-а његовој ожалошћеној удовици, леди Фиони Мактари. Међутим, праву леди Фиону је заменила Смерш-ова агенткиња Мими. Остатак домаћинства је такође замењен, са циљем Смерша да дискредитује Бонда уништењем његове „слике целибата”. Покушаји мноштва лепотица да заведу Бонда не успевају, али Мими/леди Фиона постаје толико импресионирана Бондом да мења лојалност и помаже Бонду да осујети заверу против њега. На повратку у Лондон, Бонд преживљава још један покушај убиства.
Бонд је унапређен у шефа MI6. Сазнаје да су непријатељски шпијуни елиминисали многе британске агенте широм света због њихове неспособности да се одупру сексу. Бонду је такође речено да је „сексуални манијак” који је добио име „Џејмс Бонд”, када је првобитни Бонд отишао у пензију, отишао да ради на телевизији. Затим наређује да сви преостали агенти MI6-а добију име „Џејмс Бонд 007”, како би збунио Смерш. Он такође ствара ригорозан програм за обучавање мушких агената да игноришу чарима жена. Манипени регрутује Купа, стручњака за карате који почиње да се обучава да се одупре заводљивим женама: такође упознаје егзотичну агенткињу познату као Детајнер.
Бонд затим ангажује Веспер Линд, пензионисану агенткињу која је постала милионерка, да запосли стручњака за бакарате Евелина Трембла, кога намерава да искористи да победи Смершовог агента Ле Шифра. Проневеривши Смершов новац, Ле Шифр очајнички тражи новац како би прикрио своју крађу пре него што га погубе.
На траг агенткиње Мими, Бонд наговара своју отуђену ћерку Мату Бонд да отпутује у Западни Берлин како би се инфилтрирала у Међународну помоћ мајкама, услугу au pair која је покриће за центар за обуку Смерша. Мата открива план о продаји компромитујућих фотографија војних лидера из САД-а, СССР-а, Кине и Велике Британије на „аукцији уметности”, што је још једна схема за коју се Ле Шифр нада да ће користити за прикупљање новца. Мата уништава фотографије. Једина преостала опција Ле Шифра је да прикупи новац играјући бакару.
Трембл стиже у Казино Ројал у пратњи Линде, која спречава покушај да га онеспособи заводљива Смершова агенткиђа гђица Доброногић. Касније те ноћи, Трембл посматра Ле Шифра како игра у коцкарници и схвата да користи инфрацрвене наочаре за сунце да би варао. Линд краде сунчане наочаре, дозвољавајући Евелину да на крају победи Ле Шифра у бакари. Линд је очигледно отета изван казина, а Трембл је такође киднапован док је јури. Ле Шифр, очајан због добитног чека, халуциногено мучи Тремела. Линд спашава Трембла, да би га касније убила. У међувремену, агенти Смерша упадају у Ле Шифрову базу и убијају га.
У Лондону Смерш киднапује Мату у џиновском летећем тањиру, а сер Џејмс и Манипени путују у Казино Ројал да је спасу. Откривају да се казино налази на врху огромног подземног седишта којим управља зли доктор Ноа, потајно нећак сер Џејмса, Џими Бонд, бивши агент MI6-а који је пребегао у Смерш како би пркосио свом чувеном ујаку. Џими открива да планира користити биолошки рат како би све жене учинио лепима и убио све мушкарце високе преко 1,37 m, остављајући га као „великог човека” који добија све девојке. Џими је већ снимио Детајнер и покушава да је убеди да му буде партнер; она се слаже, али само како би га преварила да прогута једну од његових атомских пилула за време, претварајући га у ходајућу атомску бомбу.
Сер Џејмс, Манипени, Мата и Куп успевају да побегну из ћелије и боре се назад до канцеларије директора казина где сер Џејмс утврђује да је Линд двоструки агент. Казино тада посећују тајни агенти и долази до битке. Америчка и француска подршка стижу, али само додају хаос. Џими одбројава низ штуцања, од којих га свака приближава пропасти. На крају атомска пилула експлодира, уништавајући Казин Ројал са свима унутра. Сер Џејмс и сви његови агенти тада се појављују на небу, а Џими Бонд је приказан како силази у пакао.

## Улоге
| Глумац           | Улога                           |
| ---------------- | ------------------------------- |
| Дејвид Нивен     | сер Џејмс Бонд                  |
| Питер Селерс     | Евелин Трембл / Џејмс Бонд      |
| Урсула Андрес    | Веспер Линд / Џејмс Бонд        |
| Џоана Петет      | Мата Бонд / Џејмс Бонд          |
| Далија Лави      | Детајнер / Џејмс Бонд           |
| Вуди Ален        | др Ноа / Џими Бонд              |
| Барбара Буше     | гђица Манипени / Џејмс Бонд 007 |
| Теренс Купер     | Куп / Џејмс Бонд                |
| Дебора Кер       | агент Мими / леди Фиона Мактари |
| Орсон Велс       | Ле Шифр                         |
| Вилијам Холден   | Рансом                          |
| Чарлс Бојер      | Легранд                         |
| Џон Хјустон      | М / Мактари                     |
| Курт Кашнар      | Смернов                         |
| Џорџ Рафт        | себе                            |
| Жан-Пол Белмондо | француски легионар              |